# Warhammer 40,000: Dawn of War — Winter Assault
Warhammer 40,000: Dawn of War — Winter Assault (с англ. — «Зимнее нападение») — первое дополнение к стратегической игре Warhammer 40,000: Dawn of War.

## Геймплей
В игру было добавлено большое количество новых карт, новая игровая раса Имперская Гвардия и по одному отряду для уже существующих рас. Игровой баланс был доработан.

## Сюжет
Сюжет дополнения повествует о борьбе четырёх рас на отдаленной планете Лорн 5 (англ. Lorn V). Изначально принадлежавшая Империуму, планета была захвачена бандой космических десантников Хаоса легиона Пожирателей Миров. Лорд Крулл (англ. Lord Crull), глава сил Хаоса на планете, ведёт войну против высадившихся на планете орков под руководством босса Горгутца (англ. Gorgutz). В начале игры на планете появляется третья сила — Имперская Гвардия. Главная цель гвардейцев под командованием генерала Стурна (англ. General Sturn) — захват и ремонт Титана класса «Император», оставленного в ходе отступления Империума. Титан привлекает и лорда Крулла, который до этого по неясной причине не знал о том, что на захваченной им территории находится столь ценная техника. Последними прибывают эльдары, ведомые Видящей Тальдирой (англ. Farseer Taldeer). Они единственные знают, что на планете скоро пробудятся силы некронов и хотят использовать Титан для их уничтожения.
В игре есть две сюжетные линии — за «Хаос» (Космодесант Хаоса и Орки) и «Порядок» (Эльдары и Имперская Гвардия). Также в кампании впервые появляется, пока ещё не доступная для игры, раса «некроны», которая была добавлена в следующем дополнении Warhammer 40,000: Dawn of War — Dark Crusade.

### Кампания за Хаос
В кампании за силы Хаоса игрок руководит силами орков и космических десантников Хаоса. Встретившись с новым врагом, они с трудом заключают временное перемирие и уничтожают Гвардию и эльдаров; Стурн и Тальдира погибают.
После этого союзники снова ссорятся; игрок должен выбрать одну из сторон и привести её войска к титану, защищённому пси-щитом. Если игрок выбирает орков, то они не используют титан (Горгуц не считает его чем-то ценным), но тем не менее громят и силы Хаоса, и пробудившихся некронов. Если игрок выбирает Хаос, то на Горгутца нападают его же орки, недовольные поражением. Крулл захватывает титан, одерживает победу над некронами и устраивает огромное жертвоприношение богу крови Кхорну.

### Кампания за Порядок
В кампании за силы порядка игрок руководит силами Имперской Гвардии и эльдаров. Гвардия зачищает оставленную цитадель Империума от Хаоса и спасает ремонтную команду, которая должна привести титан в рабочее состояние. К генералу Стурну присоединяется охранявший команду капеллан космических десантников ордена Ультрамаринов Варнас (англ. Chaplain Varnas).
Эльдары сначала незаметно помогают гвардейцам в их войне против Хаоса и орков, но в результате их присутствие становится известным и Гвардии, и оркам. Тальдира заключает союз со Стурном; она хочет использовать Гвардию как пушечное мясо. В свою очередь Стурн уверен в том, что новые союзники предадут его при первой же возможности, но соглашается, чтобы знать, где находятся полагающиеся на маскировку силы эльдаров.
Союз разваливается, когда основные силы Гвардии и эльдары прибывают к титану. Уже защищённый пси-щитом, он охраняется гвардейцами, которые ждут прибытия ремонтной команды. Ситуация осложняется тем, что к титану также стремятся орки и Пожиратели Миров. Игрок должен выбрать одну из сторон.
Если игрок выбирает эльдаров, то Тальдира пробивается к титану; гвардейцы остаются снаружи и их громят Пожиратели Миров. Используя артефакт «Камень душ» и силовую установку титана, эльдары уничтожают некронов и покидают планету. Титан взрывается из-за перегрузки реакторов.
Если игрок выбирает Гвардию, то Стурн и Варнас благополучно достигают защищённой пси-щитом площадки. Орки громят оставленных за щитом эльдаров. Когда некроны пробуждаются, Гвардия использует вспомогательные орудия титана и уничтожает их. Одержав эту победу, силы Империума остаются на планете, чтобы добить сопротивление орков и Хаоса, а также защитить титан до полного восстановления.

### Каноническое окончание
Ни в игре, ни в продолжениях серии Dawn of War ни одна концовка не объявлялась канонической прямо. Но в продолжении серии, дополнение Dark Crusade, были даны некоторые сведения о канонической версии сюжета:
- Лорд Крулл потерпел поражение и был убит, его череп хранился у Горгутца[2]
- Видящая Тальдира не погибла на Лорне 5 (что противоречит концовке за Гвардию)[2]
- Империум послал за Видящей Тальдирой армию возмездия[2]
- Горгутц не погиб на Лорне 5, но потерпел поражение и был вынужден бежать[2]
- Некроны были побеждены[2]

Таким образом канонической является кампания Порядка на стороне Эльдар, в которой Имперская Гвардия занимает Титан, но, доверившись словам Тальдиры, теряет его вследствие перегрузки реакторов, из-за чего в Dark Crusade Империум отправляет Александра с миссией возмездия на Кронус.
Эти же события подтверждаются фрагментом "Предательство на Лорне V" из расширения Hammer of Emperor для настольной ролевой игры Only War, повествующей о приключениях имперских гвардейцев, производства кампании Fantasy Flight Games.
В дополнении Retribution имеется предмет "Щит Стурна" и в его описании указано, что Стурн "...со своим отрядом героически отбил на Лорне 5 павшего Титана класса "Император"", что не является противоречием - до момента своего уничтожения Титан находился в руках Имперской Гвардии.

## Саундтрек
Музыка для дополнения была написана Иноном Зуром, который также работал над саундтреком игр Prince of Persia: Warrior Within и Starcraft: Ghost.

## Рецензии
| Сводный рейтинг | Сводный рейтинг |
| Агрегатор       | Оценка          |
| --------------- | --------------- |
| GameRankings    | 85,67 %         |

### Российская игровая пресса
Крупнейший российский портал игр Absolute Games поставил игре 80 %. Обозреватель отметил улучшенный игровой баланс и AI компьютерных противников. К недостаткам было отнесено отсутствие кардинальных изменений. Вердикт: «Warhammer 40.000: Dawn of War — Winter Assault — добротный аддон к отличной игре. Что-то вроде солидного патча, заполняющего пробелы и добавляющего порцию свежих новшеств. Не ждите исполинского размаха Warcraft 3: The Frozen Throne. Будьте проще и наслаждайтесь».
Игромания поставила игре 8.0 баллов из 10-ти, сделав следующее заключение: «Безукоризненный аддон, который добавил то, чего так не хватало оригинальной игре. К вашим услугам увлекательная кампания, новая раса и ещё куча мелких улучшений, которые сделали и без того шикарный Warhammer 40 000 ещё лучше.».
Страна Игр поставила игре 8.5 из 10-ти баллов. К достоинствам были причислены новая игровая раса и изменённая одиночная кампания. К недостаткам отнесли её малую длительность. Вердикт: «Relic держит марку. Трагическая, наполненная драматизмом душа игры — на месте, и это самое главное.»